# موجود (فیلم ۲۰۱۱)
موجود (به انگلیسی: The Thing) فیلمی آمریکایی، کانادایی در سبک ترسناک، علمی–تخیلی، و اکشن است که در سال ۲۰۱۱ منتشر شد. از بازیگران آن می‌توان به مری الیزابت وینستد، جوئل اجرتون، اولریش تامسن، آدواله آکینویه آگباجه، اریک کریستین اولسن و کریستوفر هیویو اشاره کرد.

## موضوع فیلم
«کیت لوید» باستان‌شناسی است که به‌منظور کشف ناشناخته‌های طبیعت، به یک گروه از دانشمندان نروژی می‌پیوندد. در یکی از سفرهای این گروه به منطقهٔ آنتارکتیکا، آنها با بقایای یک جسد فرازمینی روبه‌رو می‌شوند که در یخ وجود دارد. در بررسی‌های اولیهٔ این جسد به‌نظر می‌رسد که او سال‌هاست که مرده‌باشد، اما ناگهان این موجود زنده می‌شود و…

## پیش درآمد
این فیلم  پیش‌ درآمد  فیلم دیگری به نام موجود (به انگلیسی: The Thing) است که در ژانر علمی-تخیلی و ترسناک به کارگردانی جان کارپنتر از کارگردانان مشهور ژانر وحشت و نویسندگی بیل لنکستر که در سال ۱۹۸۲ میلادی ساخته شده است.